# Mamou (Luisiana)
Mamou es un pueblo ubicado en la parroquia de Evangeline en el estado estadounidense de Luisiana. En el Censo de 2010 tenía una población de 3242 habitantes y una densidad poblacional de 891,55 personas por km².

## Geografía
Mamou se encuentra ubicado en las coordenadas 30°38′6″N 92°25′5″O / 30.63500, -92.41806. Según la Oficina del Censo de los Estados Unidos, Mamou tiene una superficie total de 3.64 km², de la cual 3.64 km² corresponden a tierra firme y (0%) 0 km² es agua.

## Demografía
Según el censo de 2010, había 3242 personas residiendo en Mamou. La densidad de población era de 891,55 hab./km². De los 3242 habitantes, Mamou estaba compuesto por el 54.66% blancos, el 43.03% eran afroamericanos, el 0.19% eran amerindios, el 0.22% eran asiáticos, el 0% eran isleños del Pacífico, el 0.56% eran de otras razas y el 1.36% pertenecían a dos o más razas. Del total de la población el 1.39% eran hispanos o latinos de cualquier raza.